# عائلة توركلسون
عائلة توركلسون (بالإنجليزية: The Torkelsons)‏ هو مسلسل سيت كوم أمريكي تم بثه علي شبكة إن بي سي من 21 سبتمبر 1991 إلي 6 يونيو 1993، وهو من إنتاج تلفزيون والت ديزني وتلفزيون تاتشستون، ومن بطولة كوني راي، وأوليفيا بورنيت، وويليام شاليرت. بلغ عدد مواسم المسلسل موسمين وبلغ عدد حلقاته 33 حلقة.

## وصلات خارجية
- عائلة توركلسون على موقع IMDb (الإنجليزية)
- عائلة توركلسون على موقع روتن توميتوز (الإنجليزية)
- عائلة توركلسون على موقع كينوبويسك (الروسية)
- عائلة توركلسون على موقع ألو سيني (الفرنسية)
- عائلة توركلسون على موقع قاعدة بيانات الفيلم (الإنجليزية)